# Кулага (Быховский район)
Кула́га (бел. Кулага) — деревня в составе Обидовичского сельсовета Быховского района Могилёвской области Республики Беларусь.

## Население
- 2010 год — 5 человек